# Giulia Rondon
Giulia Rondon (Pisa, 16 ottobre 1987) è un'ex pallavolista italiana.
Giocava nel ruolo di palleggiatrice

## Carriera
Cresciuta nella Turris di Pisa, entrò nel 2002 a far parte delle giovanili della Nazionale, venendo chiamata a far parte del Club Italia. Nel 2004 vinse il campionato europeo Under-19 e nello stesso anno esordì in Serie B1 con maglia della Walcor Cremona. Nel 2005 debutta in nazionale maggiore, vincendo la medaglia di bronzo ai XV Giochi del Mediterraneo.
Nella stagione 2005-06 debuttò in A1 con la Scavolini Pesaro; con le marchigiane vinse una Coppa CEV. Ritornò a Cremona, salita nel frattempo in Serie A2, nel 2006-07 per due stagioni. Nella prima vinse il premio di miglior giovane del campionato, nella seconda guidò la squadra lombarda alla finale dei play-off promozione. Nel 2008 ha vinto il Trofeo Valle d'Aosta.
Nel 2008-09 ha fatto ritorno in A1 con la maglia dell'Unicom Starker Kerakoll Sassuolo, con cui ha disputato i play-off scudetto. Con la nazionale vince la medaglia d'argento al Montreux Volley Masters, la medaglia d'oro ai XVI Giochi del Mediterraneo. Dopo la vittoria al campionato europeo, ha tronfato anche in Grand Champions Cup.
Nell'estate del 2009 viene ingaggiata dalla Rebecchi La Lupa Piacenza, con la quale chiude ultima il campionato; con la nazionale si aggiudica un bronzo al World Grand Prix.
Per la stagione 2010-11 viene ingaggiata dalla Pallavolo Sirio Perugia, anche se a metà annata passa al GSO Villa Cortese, con la quale vince la Coppa Italia. Nell'agosto del 2011 la giocatrice passa nelle file del Crema Volley, in Serie A2, per la stagione 2011-12, ottenendo la promozione nella massima categoria.
Nella stagione 2012-13 torna nuovamente nella squadra di Villa Cortese, mentre in quella successiva passa alla neonata società della LJ Volley di Modena, dove resta per due annate.
Nella stagione 2015-16 si accasa alla Pallavolo Scandicci, dove resta per due campionati prima di essere acquistata nella stagione 2016-17 dal Volleyball Casalmaggiore, sempre in Serie A1.
Al termine della stagione 2017-2018, decide di ritirarsi.

## Palmarès

### Club
- Coppa Italia: 1

2010-11
- Coppa CEV: 1

2005-06

### Nazionale (competizioni minori)
- Campionato europeo Under-19 2004
- Giochi del Mediterraneo 2005
- Trofeo Valle d'Aosta 2008
- Montreux Volley Masters 2009
- Giochi del Mediterraneo 2009
- Piemonte Woman Cup 2010